# 少女峰
少女峰（德語：Jungfrau，瑞士標準德語發音：[ˈjʊŋfraʊ] ⓘ，4,158公尺），是同名的山脈斷層中的最高峰。位於瑞士的境內，屬阿爾卑斯山脈部份。斷層中其餘兩峰為艾格峰（Eiger，3,970公尺）及僧侣峰（Mönch，4,107公尺）。少女峰於1811年才首次由迈尔（Meyer）兄弟征服。
有很长一段时间，少女峰被认为是瑞士最著名的山峰。有许多诗人、画家和学者前往少女峰地区，并欣赏冰川、高山湖泊和瀑布，也在艾格峰、僧侣峰和少女峰留下许多记录与诗歌。在“4158米少女峰峰会”一篇1577/78号的文章写到：“少女峰是一座非常高、被永恒冰雪覆盖的耸立山峰，因此完全无法进入”，因此少女峰一直被当成一座无法征服的山峰。然而1811年8月3日，约翰·鲁道夫·迈尔（Johann Rudolf Meyer）和希罗尼穆斯·迈尔（Hieronymus Meyer）兄弟登上了少女峰顶，这次的登顶或许启发了建设少女峰铁路的梦想。

## 世界自然遺産
2001年聯合國教科文組織把少女峰—阿萊奇冰川—比奇峰綜合山區列爲世界自然遺産。